# Come and take it

Reconstitution du drapeau Come and take it.

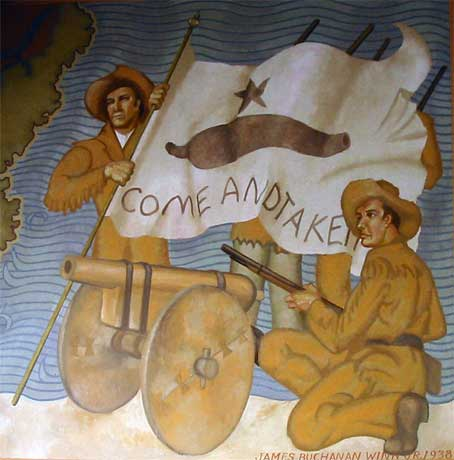
Détail d’un mural du musée de Gonzales.

Le canon exposé au musée de Gonzales n'est sans doute pas celui d'origine.

« Come and take it » (de l'anglais : venez le prendre) est un slogan utilisé pendant la révolution texane en 1835. En mars 1831, Juan Gomez, un lieutenant dans l'armée mexicaine travaillant au côté de Tadeo Ortiz, un consul de Bordeaux (France), a accordé un petit canon à la colonie de San Antonio. Ce petit canon en bronze a été reçu par la colonie et signé par Randy Tumlinson. Il a alors été transporté à Gonzales au Texas. Au cours d'un accrochage mineur connu sous le nom de bataille de Gonzales, un petit groupe de Texans a résisté aux forces mexicaines qui avaient eu ordre de saisir leur canon. Comme symbole de défi, les Texans avaient fabriqué un drapeau contenant l'expression avec une étoile noire et une image du canon reçu six ans plus tôt des Mexicains.

## Version moderne
Plus récemment, le drapeau « Come and take it » a été modifié pour être employé comme symbole du droit au port d'armes. La première version connue date des années 1980 : le canon y est remplacé par un fusil d'assaut M16A2. Elle a été exhibée lors d'un rassemblement en Arizona. En 2002, le drapeau a été encore modifié pour figurer un fusil Barret .50 BMG.
Une autre réutilisation est celle faite par le groupe Deterrence Dispensed  dont le drapeau reprend modifie lui le canon par un fichier référence à leur diffusion de fichiers d'armes en lignes.

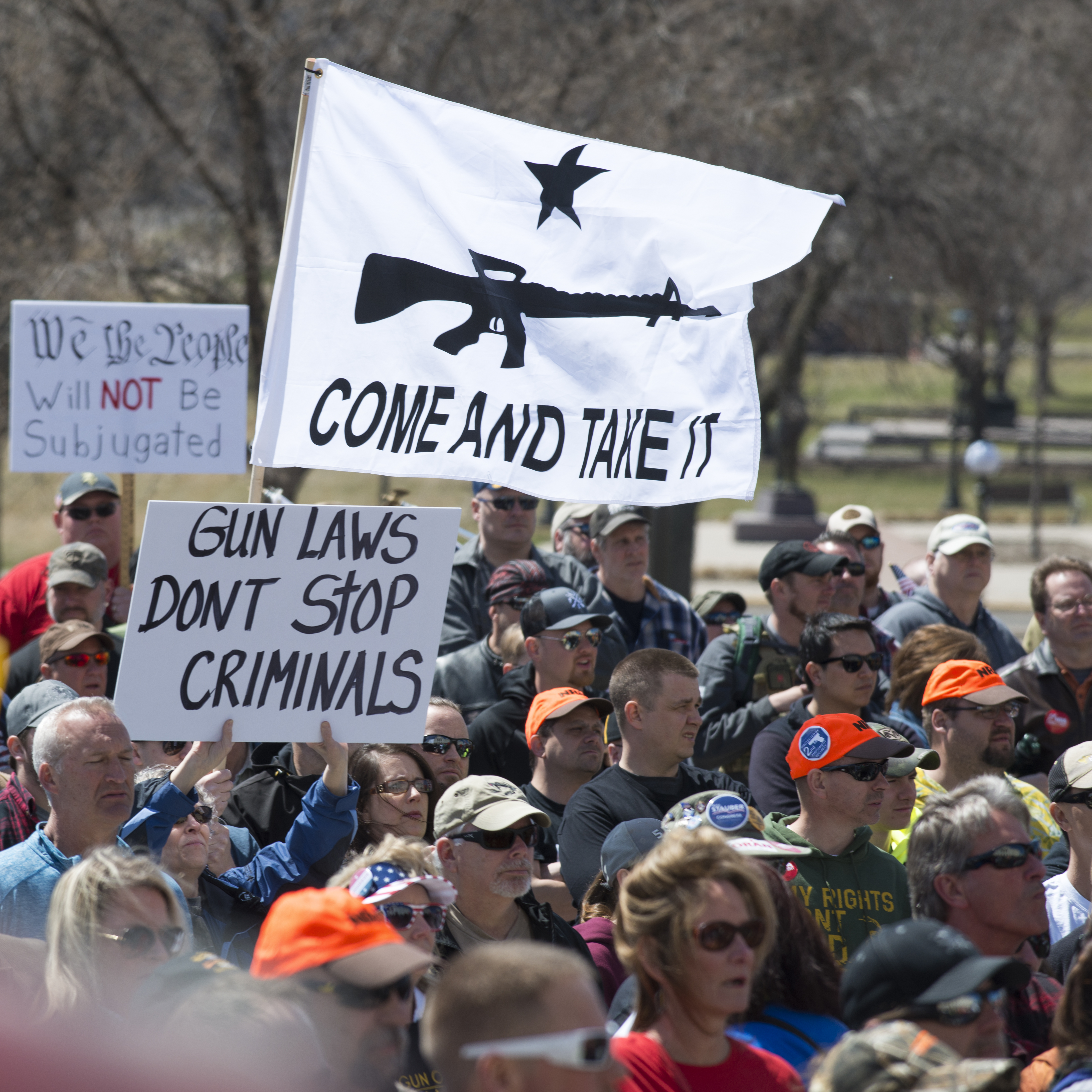
Manifestation de partisans du port d'arme à Saint Paul (Minnesota) en 2018.

Des reproductions du drapeau d'origine sont visibles au Capitole de l'État du Texas et à la bibliothèque Perkins de l'Université Duke.